# João de Barros
João de Barros, chamado o Grande ou o Tito Lívio Português, (Viseu, c. 1496 – Pombal, Santiago de Litém, Ribeira, 20 de Outubro de 1570) é geralmente considerado o primeiro grande historiador português e pioneiro da gramática da língua portuguesa, tendo escrito a segunda obra a normatizar a língua, tal como falada em seu tempo.

## Biografia

### Juventude e cargos na Casa da Índia
Filho bastardo dum nobre, Lopo de Barros, Corregedor de Entre Tejo e Guadiana, foi educado na corte de D. Manuel I, no período de maior apogeu dos Descobrimentos Portugueses, tendo ainda na sua juventude concebido a ideia de escrever uma história dos portugueses no oriente. Sua prolífica carreira literária iniciou-se com pouco mais de vinte anos, ao escrever um romance de cavalaria, a Crónica do Emperador Clarimundo, donde os Reys de Portugal descendem, dedicado ao soberano e ao príncipe herdeiro D. João enquanto servia de seu moço de guarda-roupa.
Este último, ao subir ao trono como D. João III em 1521, concedeu a João de Barros o cargo de capitão da fortaleza de São Jorge da Mina, para onde partiu no ano seguinte. Em 1525 foi nomeado tesoureiro da Casa da Índia, missão que desempenhou até 1528.
A peste negra de 1530 o levou a refugiar-se na sua quinta da Ribeira de Alitém, próximo de Pombal, cidade onde concluiu o seu diálogo moral, Rhopicapneuma, alegoria que mereceu louvores do valenciano, Juan Luis Vives.
Regressado a Lisboa em 1532, o rei designou-o como feitor da Casas da Índia e da Casa da Mina - uma posição de grande destaque e responsabilidade, numa Lisboa que era então um empório, a nível europeu, para todo o comércio estabelecido com o oriente. João de Barros provou ser um administrador bom e desinteressado, algo raro para a época, como demonstra o surpreendente facto de ter amealhado pouco dinheiro com este cargo (quando os seus antecessores haviam adquirido grandes fortunas).
Casou com Maria de Almeida, 3.ª Senhora da Quinta de São Lourenço, em Santiago de Litém, filha de Diogo de Almeida, nascido c. 1479, Escrivão do Armazém de Lisboa e 2.º Senhor da Quinta de São Lourenço, em Santiago de Litém, e sua Capela na Igreja Matriz, e de sua mulher Catarina Coelho, irmã de Lourenço de Cáceres, a quem foi encomendada a História da Índia, incumbência em que sucedeu seu sobrinho por afinidade João de Barros. Dela teve cinco filhos e três filhas.

### Expedição ao Brasil
Em 1534 Dom João III, procurando atrair colonos para se estabelecerem no Brasil, evitando assim as tentativas de invasão francesa, dividiu a colónia em capitanias hereditárias, seguindo um sistema que já havia sido utilizado nas ilhas atlânticas dos Açores, Madeira e Cabo Verde, com resultados comprovados. No ano seguinte João de Barros foi agraciado com a posse de duas capitanias, em parceria com Aires da Cunha, a Capitania do Rio Grande e a Capitania do Maranhão. Em novembro de 1535 partiu, do Tejo com destino ao Brasil, uma armada de dez navios, com 900 homens e mais de cem cavalos, comandada por Aires da Cunha, guerreiro experimentado nas conquistas do Oriente. João de Barros, sócio de Aires na expedição, enviou dois de seus filhos (Jerónimo e João) como seus representantes. Fernando Álvares de Andrade (Capitania do Maranhão - 2ª Secção), fez-se representar por um delegado de confiança. A grande armada dirigiu-se primeiro a Pernambuco, onde Duarte Coelho acolheu os expedicionários. Duarte Coelho forneceu informações e intérpretes aos expedicionários, assim como uma embarcação a remos, para preceder a armada e sondar a costa, de maneira a evitar que as naus dessem em baixíos ou demandassem portos sem fundo para ancoradouro. As primeiras 100 léguas ao norte da fronteira da Capitania de Itamaracá (Baía da Traição) pertenciam a Aires da Cunha e João de Barros e compreendiam os atuais estados da Paraíba e do Rio Grande do Norte, e dali, seguindo para o Norte, as seguintes 40 léguas pertenciam a Antônio Cardoso de Barros, donatário da Capitania do Ceará, que abrangiam o atual estado do Ceará e parte do Piauí. Nas seguintes 75 léguas, ficava a capitania de Fernando Álvares de Andrade (Capitania do Maranhão - 2ª Secção) que abrangia parte do Piauí e do Maranhão, e do extremo desta capitania, contando 50 léguas, ficava outra capitania doada a Aires da Cunha e João de Barros (Capitania do Maranhão - 1ª Secção) que abrangia partes do Maranhão e do Pará. A fronteira norte desta capitania, pouco explorada, iria ser decidida na base da conquista, ao longo da história da colonização do Brasil. Desde sua partida de Pernambuco, a esquadra foi explorando a costa, sem fragmentar seus recursos em expedições secundárias ou ocupações, aparentemente com o único objetivo de alcançar a foz do rio Maranhão, em busca de ouro de que haviam ouvido falar e que haveria por aquelas bandas em grande quantidade. A viagem, ao longo de um litoral pouco explorado até então, foi morosa com a necessidade de sondagens frequentes. A embarcação a remos, cedida por Duarte Coelho, perdeu-se da expedição logo após cruzarem o Cabo de São Roque. No percurso entre o Cabo de São Roque e o rio Maranhão a nau capitania naufragou e Aires da Cunha pereceu, porém as naus restantes atingiram o estuário e desembarcam na Ilha de Trindade. Lá construíram um castelo e estabelecem uma colônia que batizaram de Nazareth. Durante cerca de três anos, exploraram as terras circunvizinhas em busca de ouro, navegando cerca de duzentas e cinquenta léguas rios acima, criando ainda mais dois povoamentos. Porém, sem ter encontrado o ouro e sendo constantemente atacados pelos Potiguaras, os expedicionários resolveram regressar a Portugal e no caminho 3 naus, levadas por ventos contrários, acabaram nas Antilhas aonde foram aprisionadas pelos espanhóis. Por volta de 1550, João de Barros tentou mais uma vez colonizar sua capitania, armando uma frota em que mandou seus dois filhos, porém os Potiguares e os franceses ofereceram resistência feroz, e mais uma vez os expedicionários regressaram a Portugal. Em 1554, Luís de Melo da Silva, voltou a tentar explorar a região com 3 naus, mas naufragou nos seus baixos.

### A "Gramática da Língua Portuguesa" e as "Décadas"

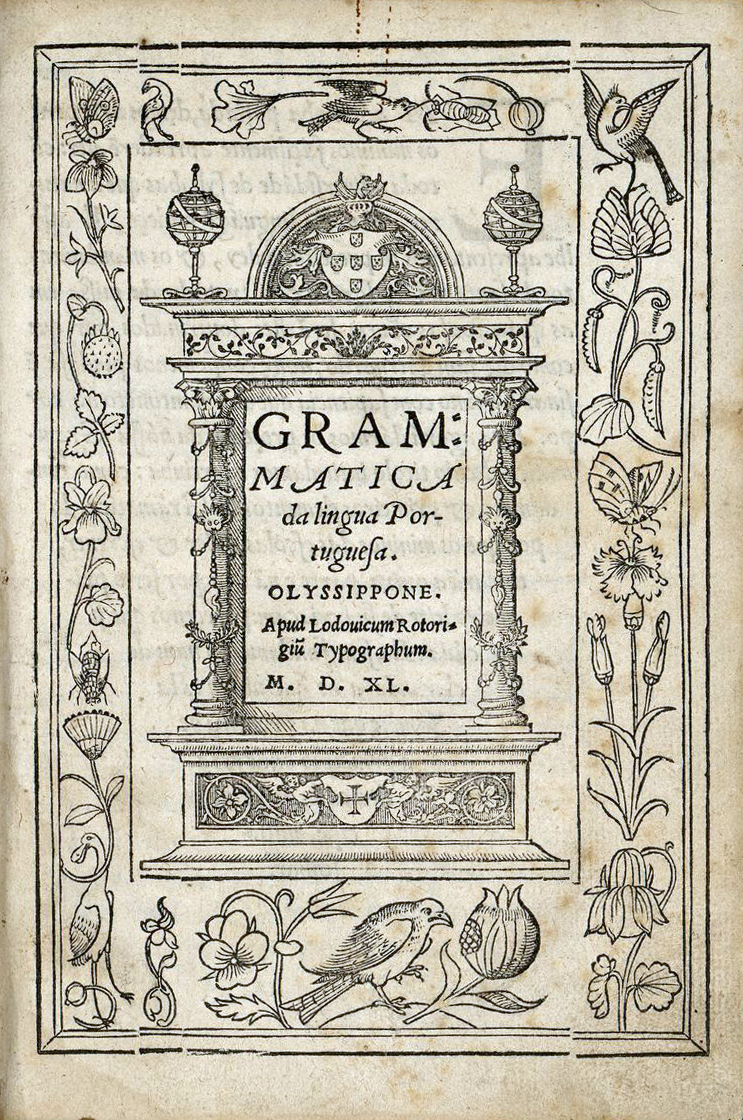
Frontispício da Grammatica da Língua Portuguesa, publicada em 1540.

Durante estes anos prosseguiu seus estudos durante as horas vagas, e pouco após a desastrosa expedição ao Brasil.
Entre 1539 e 1540 produziu um completo conjunto de textos pedagógicos, que vai desde o ensino das primeiras letras, até aos princípios morais por que se deve reger a formação de um jovem cristão, na senda de idênticas preocupações educativas da juventude que os grandes humanistas europeus também vinham revelando. De entre os textos pedagógicos, temos A Cartinha para Aprender a Ler, o Diálogo em Louvor da Nossa Linguagem, o Diálogo da Viciosa Vergonha, o Diálogo de Preceitos Morais com Prática Deles em Modo de Jogo e a Gramática.
Nessa altura, publicou então a Grammatica da Língua Portuguesa e diversos diálogos morais a acompanhá-la, para ajudar ao ensino da língua materna. A Grammatica foi a segunda obra a normatizar a língua portuguesa, tal como falada em seu tempo – precedida apenas pela de Fernão de Oliveira, impressa em 1536 – sendo entretanto considerada a primeira obra didática ilustrada no mundo.
Pouco depois (seguindo uma proposta que lhe havia sido ainda endereçada por Dom Manuel I), iniciou a escrita de uma história que narrasse os feitos dos portugueses na Índia - as Décadas da Ásia (Ásia de Ioam de Barros, dos feitos que os Portuguezes fizeram na conquista e descobrimento dos mares e terras do Oriente), assim chamadas por, à semelhança da história liviana, agruparem os acontecimentos por livro em períodos de dez anos. A primeira década saiu em 1552, a segunda em 1553 e a terceira foi impressa em 1563. A quarta década, inacabada, foi completada por João Baptista Lavanha e publicada em Madrid em 1615, muito depois da sua morte.
Não obstante o seu estilo fluente e rico, as "Décadas" conheceram pouco interesse durante a sua vida. É conhecida apenas uma tradução italiana em Veneza, em 1563. Dom João III, entusiasmado com o seu conteúdo, pediu-lhe que redigisse uma crónica relativa aos acontecimentos do reinado de Dom Manuel - o que João de Barros não pode realizar, devido às suas tarefas na Casa da Índia, tendo a crónica em causa sido redigida por outro grande humanista português, Damião de Góis. Diogo do Couto foi encarregado mais tarde de continuar as suas "Décadas", adicionando-lhe mais nove. A primeira edição completa das 14 décadas surgiu em Lisboa, já no século XVIII (1778 — 1788).
Em Janeiro de 1568 sofreu um acidente vascular cerebral e foi exonerado das suas funções na Casa da Índia, recebendo título de fidalguia e uma tença régia do rei Dom Sebastião. Faleceu na sua quinta de Alitém, em Pombal, a 20 de Outubro de 1570. Morreu na mais completa miséria, sendo tantas as suas dívidas que os filhos renunciaram ao seu testamento.
Enquanto historiador e linguista, João de Barros merece a fama que começou a correr logo após a sua morte. As suas "Décadas" são não só um precioso manancial de informações sobre a história dos portugueses na Ásia e são como que o início da historiografia moderna em Portugal e no Mundo.

## Obras

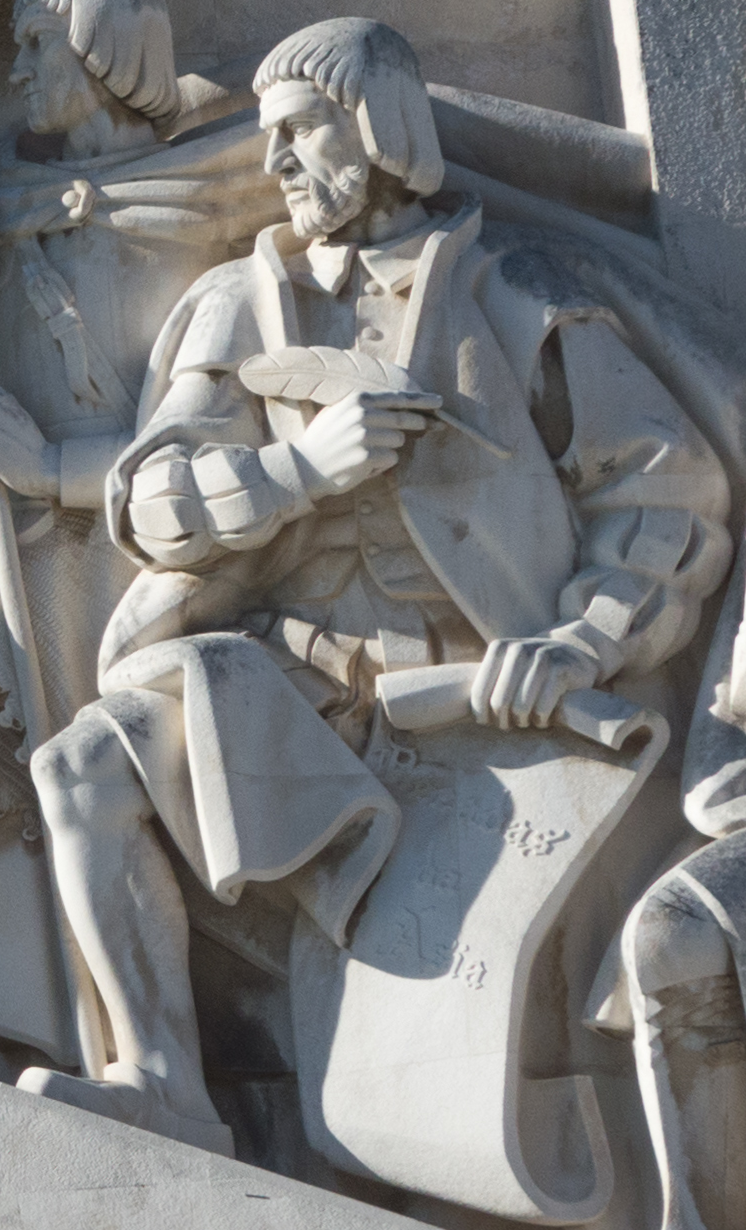
Efígie de João de Barros no Padrão dos Descobrimentos, em Lisboa, Portugal.

- Crónica do Imperador Clarimundo (1522) (versão digital)
- Rhopicapneuma ou Mercadoria Espiritual (1532)
- O Panegírico de D. João III (1533)
- Cartinha com os preceitos e mandamos da Santa Madre Igreja (1539)
- Grammatica da Língua Portuguesa (1540) (versão digital)
- Diálogo da Viciosa Vergonha (1540) (versão digital)
- Grammatices Rudimenta (c. 1540) (versão digital)
- Diálogo sobre Preceitos Morais (1540) (versão digital)
- Diálogo Evangélico sobre os Artigos da Fé (1543)
- Panegírico à muy alta, e esclarecida Princeza Infanta D. Maria nossa Senhora (escrito em 1545, publicado em 1655)
- Libro das antiguidades e cousas notaueis de antre Douro e Minho, e de outras muitas de España e Portugal  (1549) (versão digital)
- Décadas da Ásia. Volumes I (1552), II (1553), III (1563) e IV (1615) (versão digital)